# Gepluimde snuituil
De gepluimde snuituil (Pechipogo plumigeralis) is een nachtvlinder uit de familie van de spinneruilen (Erebidae). De soort komt vooral voor in Zuid-Europa, Noord-Afrika en in grote groepen in het Nabije Oosten.

## Synoniemen
- Polypogon plumigeralis[1]
- Herminia plumigeralis[2]